# Celisaltica ruwenzorica
Celisaltica ruwenzorica es un coleóptero de la familia Chrysomelidae. Fue descrita en 2001 por Biondi.